# The Pharcyde
The Pharcyde är en amerikansk alternativ hiphopgrupp som bildades i stadsdelen South Central i Los Angeles 1989 och består av Imani (Emandu Rashaan Wilcox f. 15 december 1971), Slimkid3 (Trevant Hardson f. 5 oktober 1970), Bootie Brown (Romye Robinson) och Fatlip (Derrick Lemel Stewart f. 26 mars 1969).
The Pharcyde är mest kända för låtarna "Passin' Me By", "Drop" och "Runnin'" (de två senare producerade av Jay Dee) samt debutalbumet Bizarre Ride II the Pharcyde.

## Diskografi
Studioalbum
- 1992 – Bizarre Ride II the Pharcyde
- 1992 – Bizarre Ride II The Pharcyde (Instrumentals)
- 1995 – Labcabincalifornia
- 1995 – Labcabincalifornia Instrumentals
- 2000 – Plain Rap
- 2004 – Humboldt Beginnings

EP
- 2000 – Chapter One: Testing the Waters

Singlar
- 1992 - Ya Mama
- 1993 - 4 Better Or 4 Worse
- 1993 - Otha Fish
- 1993 - Passin' Me By (remixes)
- 1993 - Soul Flower
- 1995 - Emerald Butterfly / Just Don't Matter
- 1995 - Runnin' / Drop
- 1996 - Drop
- 1996 - Drop (Remix) / Y? (Be Like That)
- 1996 - She Said
- 1998 - Passin' Me By / Ya Mama / Drop
- 2000 - Frontline
- 2000 - Trust
- 2001 - Network
- 2002 - Hard Times / Verbal Murder (The Pharcyde & Jurassic 5 / Ras Kass)
- 2003 - Still Got Love
- 2004 - Choices / Storm
- 2004 - Illusions
- 2004 - Knew U / The Uh-Huh
- 2009 - Passin' Me By (Hot Chip RMX)
- 2009 - Soul Flower (Gutter Remix)

Samlingsalbum
- 2001 – Cydeways: The Best of The Pharcyde
- 2002 – Labcabin Remixes & B-Sides
- 2003 – Peacock Series Vol. 1
- 2005 – Instrumentals
- 2005 – Sold My Soul: The Remix & Rarity Collection